# 萨尔瓦尼亚克
萨尔瓦尼亚克（法語：Salvagnac，法語發音：[salvaɲak]）是法国奧克西塔尼大區塔恩省的一个市镇，属于阿尔比区。

## 地理
萨尔瓦尼亚克（43°54'20"N, 1°41'16"E）面积33.41 平方千米，位于法国奧克西塔尼大區塔恩省，该省份为法国南部内陆省份，北起顺时针与阿韦龙省、埃罗省、奥德省、上加龙省和塔恩-加龙省接壤。
与萨尔瓦尼亚克接壤的市镇（或旧市镇、城区）包括：拉索济耶尔圣让、格拉扎克、塔恩河畔利勒、蒙加亚尔、皮塞尔西、拉巴斯唐斯。

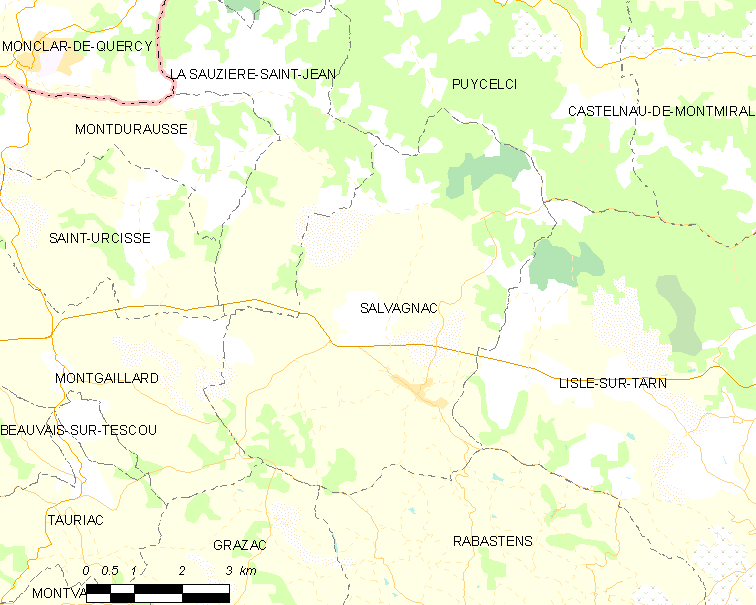
萨尔瓦尼亚克的OSM定位图

萨尔瓦尼亚克的时区为UTC+01:00、UTC+02:00（夏令时）。

## 行政
萨尔瓦尼亚克的邮政编码为81630，INSEE市镇编码为81276。

## 政治
萨尔瓦尼亚克所属的省级选区为葡萄园与城堡庄园县。

## 人口

1962-2008年间萨尔瓦尼亚克人口变化图示

萨尔瓦尼亚克于2022年1月1日时的人口数量为1236人。